# مقاطعة رونوك (فيرجينيا)
 مقاطعة رونوك  (بالإنجليزية:  Roanoke County)‏ هي إحدى المقاطعات في ولاية فيرجينيا في الولايات المتحدة الأمريكية.